# 菲律賓裸胸鱔
菲律賓裸胸鱔，又稱菲律賓裸胸鯙，為輻鰭魚綱鰻鱺目鯙亞目鯙科的其中一種，分布於西太平洋區，包括菲律賓、琉球群島等海域，體長可達60公分，為底棲性魚類，屬肉食性，生活習性不明。

## 擴展閱讀
維基物種上的相關：菲律賓裸胸鱔